# Szymon Dzięciołowski
Szymon Dzięciołowski herbu Ogończyk – podstoli czernihowski w latach 1718-1733.
Delegat województwa krakowskiego w konfederacji dzikowskiej w 1734 roku.